# Tros de Casa (Cellers)
El Tros de Casa és un camp de conreu del terme municipal de Castell de Mur, dins de l'antic terme de Guàrdia de Tremp, al Pallars Jussà, en territori del poble de Cellers.
Està situat al costat nord del poble de Cellers, ran de les cases del costat septentrional i envoltat per camins que són continuació dels carrers del poble i de la carretera d'accés, de manera que arriba a semblar un camp situat dins del nucli urbà. Al nord hi ha la Coma Llarga d'Agustí.